# Schizomus peradeniyensis
Schizomus peradeniyensis är en spindeldjursart som beskrevs av Gravely 1911. Schizomus peradeniyensis ingår i släktet Schizomus och familjen Hubbardiidae. Inga underarter finns listade i Catalogue of Life.